# Highmark Stadium
L'Highmark Stadium è uno stadio situato a Orchard Park, New York, un sobborgo di Buffalo. Attualmente ospita le partite dei Buffalo Bills della NFL.

## Storia
Lo stadio venne inaugurato nel 1973 come Rich Stadium, in seguito all'accordo per 1,5 milioni di dollari con l'industria alimentare Rich Products per 25 anni. Alla scadenza di questo contratto nel 1998 al 2016, lo stadio venne rinominato in Ralph Wilson Stadium, in onore di Ralph C. Wilson, fondatore e proprietario dei Bills.
Il 13 agosto 2016 la New Era Cap Company, con sede a Buffalo, acquistò per 35 milioni di dollari i diritti per il nome dello stadio. Cinque giorni dopo, il 18 agosto i Bills e New Era annunciarono che il nuovo stadio si sarebbe chiamato New Era Field. Il 15 luglio 2020 i Bills annunciarono che New Era aveva richiesto la rescissione del contratto di sponsorizzazione e per i diritti di nomenclatura dello stadio, e che entrambe le parti si sarebbero impegnate per terminare l'accordo.
Di conseguenza nell'annuncio i Bills si riferirono all'impianto solamente come "lo stadio" e eliminarono ogni connessione a New Era dal loro sito web. In base alle condizioni presenti nel contratto di leasing del 2012, sia l'autorità della contea di Erie (legalmente proprietaria dell'impianto) che il governo dello stato di New York avrebbero dovuto approvare il nuovo nome dello stadio o imporre il veto; la clausola fu inserita per scoraggiare qualsiasi tentativo di ambush marketing.
In ottemperanza a questa clausola, Mark Poloncarz, funzionario della contea di Erie, rifiutò l'offerta da parte del produttore di vasini Tushy Bidets, dichiarando che qualsiasi nome che avrebbe "causato imbarazzo alla comunità" non sarebbe nemmeno preso in considerazione, indipendentemente dalla portata dell'offerta. Il 24 luglio 2020 le insegne dello stadio con la vecchia denominazione "New Era Field" furono rimosse. Il 20 agosto 2020, i Bills annunciarono che sarebbe stata utilizzata temporaneamente la denominazione Bills Stadium fino al raggiungimento dell'accorto con un nuovo partner.
L'impianto è stato più volte ammodernato negli anni ottanta e nel 1994 è stato aggiunto un maxischermo. La prima partita di playoff giocata qui fu la vittoria dei Bills per 17-10 contro gli Houston Oilers il 1º gennaio 1989. Il record di spettatori fu segnato nella partita del 4 ottobre 1992 contro i Miami Dolphins, con 80.368 paganti.